# Departamento Choya
Das Departamento Choya liegt im Südwesten der Provinz Santiago del Estero im Nordwesten Argentiniens und ist eine von 27 Verwaltungseinheiten der Provinz. 
Es grenzt im Norden an das Departamento Guasayán, im Osten an die Departamentos Ojo de Agua, Silípica und Loreto, im Süden an die Provinz Córdoba und im Westen an die Provinz Catamarca. 
Die Hauptstadt des Departamento Choya ist Frías. Sie liegt 148 km von de Provinzhauptstadt Santiago del Estero entfernt und ist über die Ruta Provincial 64 erreichbar.

## Städte und Gemeinden
Das Departamento Choya ist in folgende Gemeinden aufgeteilt:
- Choya
- Frías
- Laprida
- Tapso
- Villa La Punta